# Габріел Сілва
Габріел Сілва (порт. Gabriel Silva, нар. 13 травня 1991, Пірасікаба) — бразильський футболіст, півзахисник, захисник клубу «Сент-Етьєн».

## Клубна кар'єра
Народився 13 травня 1991 року в місті Пірасікаба. Габріел Сілва почав футбольну кар'єру у віці 15-ти років в клубі «Ріо-Кларо». У 2008 році він перейшов в «Палмейрас», де послідовно пройшов команди до 17-ти до 18-ти до 19-ти та до 20 років. 28 січня 2010 року Габріел дебютував у першій команді клубу в матчі проти «Монті-Азула». За цей клуб футболіст грав два сезони, провівши в цілому, 46 матчів і забив 2 голи: перший 18 липня 2010 року у ворота «Аваї», а другий — 8 жовтня того ж року у ворота того ж «Аваї».
У листопаді 2011 року Сілва був куплений за 9,6 млн бразильських реалів італійським клубом «Удінезе», але вже через два місяці захисник був переданий в іспанську команду «Гранада» через ліміт на гравців-не членів ЄС в італійському клубі. Така операція стала можлива через те, що власником і «Удінезе», і «Гранади» був італійський бізнесмен, Джампаоло Поццо. Втім так і не зігравши жодного матчу за жодну з цих команд на початку 2012 року Габріел Сілва був орендований «Новарою». 19 лютого він дебютував у складі клубу в матчі Серії А з «Аталантою». А всього за клуб провів лише 3 гри.
Влітку 2012 року Габріел знову опинився в «Удінезе». 28 жовтня він дебютував у складі команди у матчі з «Ромою». У першому сезоні в складі команди бразилець провів 19 матчів і забив 1 гол: він часто програвав місце в основі Пабло Армеро. Але з переходом колумбійця в «Наполі», зайняв тверде місце в стартовому складі «Удінезе». Влітку 2014 року, після оренди в декількох клубах, до складу клубу Удіне повернувся Армеро і знову витіснив Сілву з основи команди. В результаті чого, а також важкої травми, отриманої на початку сезону, в сезоні-2014/15 бразилець провів на полі лише 12 матчів.
У 2015 році Габріел був орендований клубом «Карпі», в якому дебютував 16 серпня в матчі Кубку Італії з «Ліворно». У січні 2016 року захисник на правах оренди перейшов в «Дженоа». Дебютною грою бразильця став матч з «Ювентусом», в якому його команда програла 0:1. Влітку 2016 року Габріел Сілва був орендований «Гранадою».
9 серпня 2017 року за 2,5 млн євро перейшов у французький «Сент-Етьєн», підписавши трирічний контракт . За нову команду дебютував 12 серпня, вийшовши на заміну Ромену Амума в Ліги 1 з «Каном». Станом на 5 листопада 2019 року відіграв за команду із Сент-Етьєна 45 матчів у національному чемпіонаті.

## Виступи за збірну
2011 року залучався до складу молодіжної збірної Бразилії, у складі якої спочатку виграв молодіжний чемпіонат Південної Америки, а потім і молодіжний чемпіонат світу. Всього на молодіжному рівні зіграв у 9 офіційних матчах, забив 1 гол.

## Статистика виступів

### Статистика клубних виступів
| Сезон                  | Команда                | Чемпіонат              | Чемпіонат | Чемпіонат | Національний кубок | Національний кубок | Національний кубок | Континентальні кубки | Континентальні кубки | Континентальні кубки | Інші змагання | Інші змагання | Інші змагання | Усього | Усього |
| Сезон                  | Команда                | Ліга                   | Ігор      | Голів     | Ліга               | Ігор               | Голів              | Ліга                 | Ігор                 | Голів                | Ліга          | Ігор          | Голів         | Ігор   | Голів  |
| ---------------------- | ---------------------- | ---------------------- | --------- | --------- | ------------------ | ------------------ | ------------------ | -------------------- | -------------------- | -------------------- | ------------- | ------------- | ------------- | ------ | ------ |
| 2010                   | «Палмейрас»            | A                      | 17        | 2         | КБ                 | 0                  | 0                  | ПАК                  | 6                    | 0                    | -             | -             | -             | 23     | 2      |
| 2011                   | «Палмейрас»            | A                      | 19        | 0         | КБ                 | 3                  | 1                  | ПАК                  | 1                    | 0                    | -             | -             | -             | 20     | 1      |
| Усього за «Палмейрас»  | Усього за «Палмейрас»  | Усього за «Палмейрас»  | 36        | 2         |                    | 3                  | 1                  |                      | 7                    | 0                    |               | -             | -             | 46     | 3      |
| 2011–12                | «Гранада»              | ПД                     | 0         | 0         | КІ                 | 0                  | 0                  | -                    | -                    | -                    | -             | -             | -             | 0      | 0      |
| 2011–12                | «Новара»               | A                      | 3         | 0         | КІ                 | 0                  | 0                  | -                    | -                    | -                    | -             | -             | -             | 3      | 0      |
| 2012–13                | «Удінезе»              | A                      | 18        | 1         | КІ                 | 1                  | 0                  | ЛЧ+ЛЄ                | 0+0                  | 0+0                  | -             | -             | -             | 19     | 1      |
| 2013–14                | «Удінезе»              | A                      | 31        | 1         | КІ                 | 4                  | 0                  | ЛЄ                   | 4                    | 1                    | -             | -             | -             | 39     | 2      |
| 2014–15                | «Удінезе»              | A                      | 11        | 0         | КІ                 | 1                  | 0                  |                      |                      |                      | -             | -             | -             | 12     | 0      |
| 2015–16                | «Карпі»                | A                      | 16        | 0         | КІ                 | 4                  | 0                  | -                    | -                    | -                    | -             | -             | -             | 20     | 0      |
| 2015–16                | «Дженоа»               | A                      | 11        | 0         | КІ                 | 0                  | 0                  | -                    | -                    | -                    | -             | -             | -             | 11     | 0      |
| 2016–17                | «Гранада»              | ПД                     | 12        | 0         | КІ                 | 1                  | 0                  | -                    | -                    | -                    | -             | -             | -             | 13     | 0      |
| Усього за «Гранаду»    | Усього за «Гранаду»    | Усього за «Гранаду»    | 12        | 0         |                    | 1                  | 0                  |                      | -                    | -                    |               | -             | -             | 13     | 0      |
| 2016–17                | «Удінезе»              | A                      | 5         | 0         | -                  | -                  | -                  | -                    | -                    | -                    | -             | -             | -             | 5      | 0      |
| Усього за «Удінезе»    | Усього за «Удінезе»    | Усього за «Удінезе»    | 65        | 2         |                    | 6                  | 0                  |                      | 4                    | 1                    |               | -             | -             | 75     | 3      |
| 2017–18                | «Сент-Етьєн»           | Л1                     | 25        | 1         | КФ+КЛ              | 1+1                | 0                  | -                    | -                    | -                    | -             | -             | -             | 27     | 1      |
| 2018–19                | «Сент-Етьєн»           | Л1                     | 19        | 0         | КФ+КЛ              | 0+0                | 0                  | -                    | -                    | -                    | -             | -             | -             | 19     | 0      |
| Усього за «Сент-Етьєн» | Усього за «Сент-Етьєн» | Усього за «Сент-Етьєн» | 46        | 1         |                    | 2                  | 0                  |                      | -                    | -                    |               | -             | -             | 48     | 1      |
| Усього за кар'єру      | Усього за кар'єру      | Усього за кар'єру      | 185       | 4         |                    | 16                 | 1                  |                      | 11                   | 1                    |               |               |               | 212    | 6      |

## Титули і досягнення
- Чемпіон світу (U-20): 2011
- Чемпіон Південної Америки (U-20): 2011